# Seeligstadt (Klipphausen)

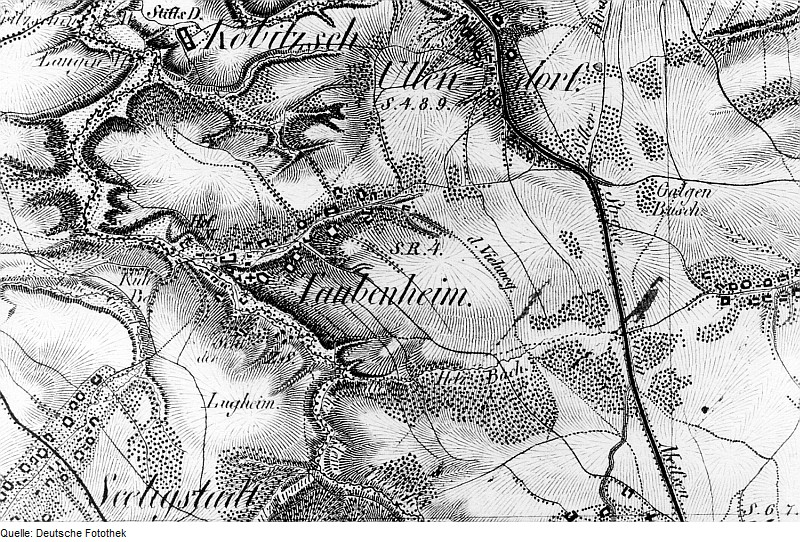
Seeligstadt, Taubenheim und Nachbarorte auf einer Karte aus dem 19. Jahrhundert

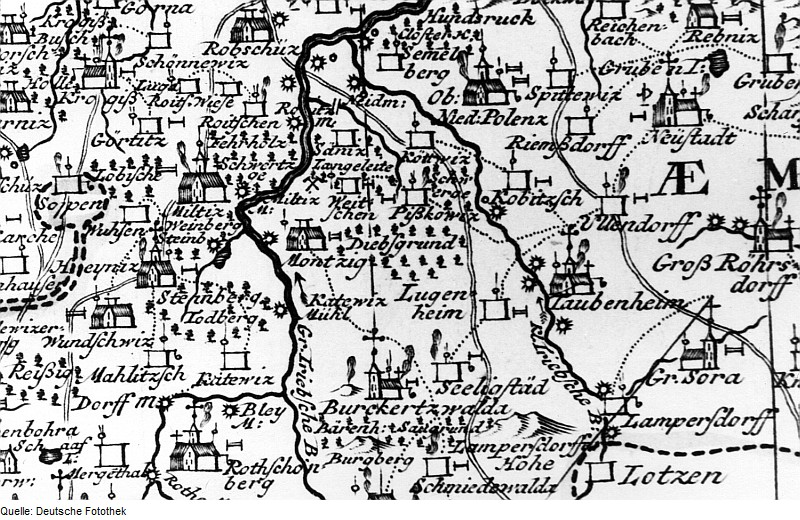
„Seeligstäd“ auf einer Karte des Amtes Meißen von 1750

Seeligstadt ist ein Ortsteil der Gemeinde Klipphausen im Landkreis Meißen, Sachsen.

## Geographie
Seeligstadt liegt im Meißner Hochland zwischen Wilsdruff, Nossen und Meißen. Das Dorf ist umgeben von den anderen zu Klipphausen gehörenden Ortsteilen Schmiedewalde im Süden, Burkhardswalde im Südwesten und Munzig im Westen. Nordwestlich benachbart sind Weitzschen und Piskowitz. Nordöstlich von Seeligstadt liegt Taubenheim, östlich Lotzen.
In Seeligstadt beginnt der Gallenbach, der als orografisch rechter Zufluss der Triebisch zustrebt und unter anderem Sönitz durchfließt. Südöstlich von Seeligstadt steigt das Gelände zur Baeyerhöhe hin an, nordöstlich befindet sich die Ortswüstung Lugenheim. Wichtigste Straße in Seeligstadt ist die Burkhardswalder Straße. Auf dieser Strecke verkehrt auch die Buslinie 414 der Verkehrsgesellschaft Meißen, die Seeligstadt an den ÖPNV anbindet. In Seeligstadt kreuzt der Straßenzug Weitzschener Straße–Alter Viehweg–Alte Kohlenstraße, der in Richtung Limbach verläuft, die Burkhardswalder Straße.

## Geschichte
Erstmals erwähnt wurde das Dorf 1186 als „Selgenstadt“. Im Lauf der Jahrhunderte wandelte sich der Ortsname unter anderem über die Stationen „Seliginstat“, „Seligestad“, „Selliginstad“, „Seligkstadt“, „Seliegstadt“ und „Selstadt“ hin zur heutigen Schreibweise, die 1875 zur Unterscheidung von Seeligstadt bei Stolpen mit dem Zusatz „b. Meißen“ versehen war. Daneben war noch im späten 19. Jahrhundert „Seelingstadt“ gebräuchlich.
Um das Waldhufendorf, dessen Bewohner sich ihr Einkommen in der Landwirtschaft verdienten, erstreckte sich eine 431 Hektar große Waldhufenflur. In die Grundherrschaft teilten sich die Besitzer der Rittergüter in Rothschönberg und Taubenheim; in letzteres ist es seit jeder eingepfarrt. 
Die Verwaltung des Ortes oblag jahrhundertelang dem Erbamt Meißen. Im Jahr 1856 gehörte Seeligstadt zum Gerichtsamt Meißen und kam danach zur Amtshauptmannschaft Meißen, aus der der gleichnamige Landkreis hervorging. Auf Grundlage der Landgemeindeordnung von 1838 erlangte Seeligstadt Selbstständigkeit als Landgemeinde, verlor diese Selbständigkeit aber am 1. Juli 1950 durch seine Eingemeindung nach Taubenheim, das wiederum seit Ende 2003 zu Triebischtal gehört. Durch die Eingemeindung von Triebischtal am 1. Juli 2012 wurde Seeligstadt ein Ortsteil der Gemeinde Klipphausen.
Mehrere Gebäude im Ort sind als Kulturdenkmal geschützt (siehe Liste der Kulturdenkmale in Taubenheim).

### Einwohnerentwicklung
| Jahr | Einwohner                               |
| ---- | --------------------------------------- |
| 1551 | 19 besessene Mann, 17 Inwohner          |
| 1764 | 21 besessene Mann, 2 Gärtner, 6 Häusler |
| 1834 | 251                                     |
| 1871 | 308                                     |
| 1890 | 288                                     |
| 1910 | 284                                     |
| 1925 | 283                                     |
| 1939 | 271                                     |
| 1946 | 436                                     |
| 1950 | siehe Taubenheim                        |